# Ospino (município)
Ospino é um município da Venezuela localizado no estado de Portuguesa.
A capital do município é a cidade de Ospino.